# Río Picún Leufú
El río Picún Leufú es un arroyo que recorre parte del sector este de la provincia del Neuquén, Argentina. 
Nace en la sierra del Chachil en el centro de la provincia de Neuquén. Luego de un recorrido de aproximadamente 150 km, durante el cual forma un fértil valle, desemboca en el lago artificial “Exequiel Ramos Mexía”, producto del embalse de las aguas del río Limay.
Próximo a su desembocadura se encuentra la localidad de Picún Leufú.

## Toponimia
El nombre proviene de la lengua mapundungun y significa Picun: Norte, Leufú: Arroyo = Arroyo del Norte.